# ペンシルベニア大学の人物一覧
ペンシルベニア大学（University of Pennsylvania）に関係がある人々の一覧。

## ノーベル賞受賞者
2010年までに26名のペンシルベニア大学関係者がノーベル賞を受賞している。

### 化学賞
- リヒャルト・クーン - 客員教授、1938年
- ヴィンセント・デュ・ヴィニョー - 助手、1955年
- クリスチャン・アンフィンセン - MS 、1972年
- アハメッド・ズウェイル - PhD、1997年
- 白川英樹 - リサーチフェロー、2000年
- アラン・ヒーガー - 教授、2000年
- アラン・マクダイアミッド - 教授、2000年
- アーウィン・ローズ - 教授、2004年
- 根岸英一 - Ph.D.、2010年

### 物理賞
- ロバート・ホフスタッター - リサーチフェロー、1961年
- ジョン・ロバート・シュリーファー - 教授、1972年
- レイモンド・デイビス - 教授、2002年
- ジョージ・E・スミス - BS、2009年

### 生理学・医学賞
- オットー・マイヤーホフ - 教授、1922年
- ハルダン・ケファー・ハートライン - 教授、1967年
- ラグナー・グラニト - リサーチフェロー、1967年
- ジェラルド・モーリス・エデルマン -MD、1972
- バルーク・サミュエル・ブランバーグ - 教授-、1976年
- スタンリー・B・プルシナー - BS MD、1997年
- マイケル・ブラウン (遺伝学者) - BS/MD、1985年
- ハラルド・ツア・ハウゼン - 教授、2008年

### 経済学賞
- サイモン・クズネッツ - ScD/教授/LLD、1971年
- ローレンス・クライン - 教授、1980年
- エドワード・プレスコット - 教授、2004年
- エドムンド・フェルプス - 教授、2006年
- オリバー・ウィリアムソン - 教授、2009年

## 教員・研究員

### 現役教員
- ダニエル・ハント・ジャンゼン（生物学科教授）
- ウィリアム・ラボフ（言語学教授）
- セシル・バルモン（非線形システム機構教授）
- ピーター・ドッドソン（古生物学、比較生物学教授）
- ロビン・ホックストラッサー（化学科教授）
- アモス・スミス（化学科教授）
- ドリュー・ワイスマン（医学教授）
- カリコー・カタリン（医学准教授、ビオンテック上級副社長）

### 元教授
- キリアコス・コスタ・ニコラウ（化学科教授、現スクリプス研究所主任）
- マーク・トラクテンバーグ（歴史学科助教授、現カリフォルニア大学ロサンゼルス校政治学部教授）
- ジョン・アイケンベリー（政治学科准教授、現プリンストン大学ウッドロー・ウィルソン公共政策大学院教授）
- ダンカン・ルース（数学科教授、現カリフォルニア大学アーバイン校認知科学教授）
- ガブリエル・コルコ（歴史学科教授、現ヨーク大学名誉教授）
- ニール・スミス (地理学者)（ニューヨーク市立大学教授）
- 神取道宏（経済学部助教授、現東京大学大学院経済学研究科教授）

### 元教授(故人)
- イアン・マクハーグ（ランドスケープアーキテクチュア・地域計画学部教授）
- ジョン・モークリー（電気工学科教授）
- ベンジャミン・ラッシュ（医学部教授）
- エドワード・ドリンカー・コープ（地質学、古生物学教授）
- ゼリグ・ハリス（言語学科教授）
- ジョージ・ロックバーグ（音楽学部教授）
- アーヴィング・ゴッフマン（人類学、社会学教授）
- デイヴィッド・キャス（経済学部教授）
- スタンレー・ミルグラム（心理学科教授）
- ウイリアム・オスラー（医学部教授）
- ロバート・マッカーサー（生物学科教授）
- 久保亮五（物理学科客員教授）
- ドロシア・ジェイムソン（心理学部教授）

Shiro Takashima  department of bioengineering

### 元研究員
- 野口英世（ペンシルベニア大学名誉修士）

## 主な出身者

### 行政・官界
- ウィリアム・ヘンリー・ハリソン - 第9代アメリカ合衆国大統領
- ロバート・ウォーカー - 政治家
- ウィリアム・メレディス - 第19代アメリカ合衆国財務長官
- アドルフ・ボリー - 第25代アメリカ合衆国海軍長官
- 宇野公子 - 国際連合工業開発機関ジュネーブ事務所長

### 法曹界
- ローレンス・レッシグ - 法学者、ハーバード大学教授

### 政界
- ドナルド・トランプ - 第45代アメリカ合衆国大統領
- クワメ・エンクルマ - ガーナの政治家（大統領）
- トーマス・イルヴェス - エストニアの政治家（大統領）
- ジグメ・ティンレー - ブータンの政治家（首相）
- ダグラス・アレクサンダー - イギリスの政治家
- アーレン・スペクター - アメリカの政治家
- 小林興起 - 衆議院議員
- 石井登志郎 - 衆議院議員、西宮市長
- 葛原猪平 - 政治家、衆議院議員
- 安倍基雄 - 元衆議院議員
- 平口洋 - 衆議院議員
- 蔣万安 - 中華民国（台湾）の政治家（立法委員）、蔣介石の曾孫

### 学術・教育
- ゼリグ・ハリス - 言語学者
- ブリトン・チャンス - 生物物理学者
- ノーム・チョムスキー - 言語学者
- バリー・トロスト - 化学者
- ジャレッド・コーン - カーネギーメロン大学第八代学長
- ハリー・モッシャー - 化学者
- サイラス・ゴードン - 考古学者
- アラン・ヤング - 人類学者
- ハーヴィ・コックス - 神学者、ハーバード大学教授
- ジェームス・カーティス・ヘボン - ヘボン式ローマ字創始者
- ザヒ・ハワス - 考古学者
- ジョン・プレスパー・エッカート - ENIACの主要開発者
- トーマス・クリステンセン - 国際政治学者、プリンストン大学政治学部教授
- ジョシュア・フィッシュマン - 社会言語学者、スタンフォード大学教授
- デビッド・クール - 2009年日本国際賞受賞者、ミシガン大学教授
- サミュエル・A・カートライト - 南部同盟の軍医
- マリア・ロサ・メノカル - 文献学者、イェール大学教授
- ロベルト・チポラ - 工学者、ケンブリッジ大学教授
- 林徽因 - 中華民国・中華人民共和国の詩人・建築史家
- 多胡謙治 - 東京女子歯科医学専門学校教授、歯科医師、歯科矯正の第一人者
- 前田專學 - 東京大学名誉教授、財団法人東方研究会理事長・東方学院院長、勲三等旭日中綬章
- 新居千秋 - 東京都市大学教授、建築家、日本建築学会賞、日本建築大賞
- 手塚貴晴 - 東京都市大学教授、建築家、日本建築学会賞、日本建築家協会賞、グッドデザイン賞、日本学士院賞金賞
- 岡部光明 - 慶應義塾大学教授、経済学者
- 国武豊喜 - 化学者、九州大学元教授、紫綬褒章、日本学士院賞
- 上杉秋則 - 一橋大学大学院国際企業戦略研究科教授、元公正取引委員会事務総長、経済法学者
- 上田辰之助 - 一橋大学名誉教授、日本学士院会員、思想史家
- 北村行伸 - 一橋大学経済研究所教授、経済学者
- 霍見浩喜 - ラトガーズ大学経済学部教授、経済学者
- 多賀利明 - 元ペンシルベニア大学ウォートン・スクール教授、経営学者
- 小谷野俊夫 - 静岡県立大学国際関係学部教授
- 藤田昌久 - 独立行政法人経済産業研究所所長
- 町田宗鳳 - 広島大学教授
- 村瀬玄 - 東京商科大学教授
- 川嶋辰彦　-　学習院大学経済学部教授
- 高橋文朗 - 青山学院大学国際マネジメント研究科教授
- 中島省吾 - 国際基督教大学名誉教授、元IAAER（世界会計学会）副会長
- 徳永澄憲 - 麗澤大学教授、筑波大学名誉教授、経済学者
- 濱口伸明 - 神戸大学経済経営研究所教授、経済学者
- 香山壽夫 - 東京大学名誉教授
- 吉野利弘 - 立教大学名誉教授
- 斯波恒正 - 一橋大学名誉教授、早稲田大学教授
- 末高信 - 元早稲田大学教授
- 團勝磨 - 東京都立大学名誉教授
- 谷崎久志 - 大阪大学教授
- 原田宗彦 - 元早稲田大学教授、大阪体育大学学長
- 山村悦夫 - 北海道大学名誉教授、元日本地域学会会長、元地理情報システム学会会長
- 山本拓 - 一橋大学名誉教授、元日本統計学会会長
- 小椋正立 - 経済学者、法政大学教授
- 星谷勝 - 武蔵工業大学（現・東京都市大学）名誉教授
- 井上篤 - ヴァンダービルト大学教授
- 森知也 - 京都大学教授

### 文化・芸術
- ブルース・ダーン - 俳優
- リック・ユーン - 俳優
- エリザベス・バンクス - 女優
- ジョン・レジェンド - 歌手
- エズラ・パウンド - 詩人
- チャールズ・アダムス-作家　作品「アダムス・ファミリー」

### スポーツ
- アルビン・クレンツレーン - 陸上競技選手、パリオリンピック金メダリスト
- バーニー・ユーウェル - 陸上競技選手、ロンドンオリンピック金メダリスト
- ビル・カー - 陸上競技選手、ロサンゼルスオリンピック金メダリスト
- ジョージ・オートン - 陸上競技選手、パリオリンピック金メダリスト
- 赤星四郎 （1895.5－1971.5.5） プロゴルフ選手　日本ゴルフアマ優勝者、ゴルフ･コース設計家 赤星鉄馬は実兄
- サラ・ヒューズ - フィギュアスケート選手、ソルトレイクシティオリンピック女子シングル金メダリスト
- バート・ベル - アメリカンフットボールコーチ、第4代NFLコミッショナー

### 実業界
- イーロン・マスク -  米国の実業家、エンジニア、スペースXのCEO、テスラの共同創設者
- ドナルド・トランプ - 米国の不動産実業家　第45代アメリカ合衆国大統領
- ジョン・スカリー - （前ペプシコ社長、前Apple Computer社長兼CEO）
- ナシーム・ニコラス・タレブ - 『ブラックスワン』作者、元金融トレーダー、哲学者
- ジム・トンプソン - アメリカ人実業家、中退
- イヴァンカ・トランプ - ドナルド・トランプの長女、モデル、実業家
- アディティヤ・ミッタル - ミッタル・スチール社長兼CFO
- サフラ・キャッツ - オラクルコーポレーション社長
- ジュリアン・ベイショア - ボド・メラー・ケミー・ジャパン株式会社の代表取締役社長
- ジョン・ミード・ハンツマン (シニア) - ハンツマン・コーポレーション創業者
- マイケル・ミルケン - 米国の投資銀行家、｢ジャンク・ボンドの帝王｣の異名を持つ。
- リチャード・ガーフィールド - マジック:ザ・ギャザリング、デュエル・マスターズの生みの親
- ローレン・パウエル・ジョブズ - カレッジ・トラック共同創業者/会長、スタンフォード大学理事
- 持田昌典 - ゴールドマン・サックス日本法人代表取締役社長
- アーネスト・エム・比嘉 - ドミノ・ピザ日本法人社長、ウェンディーズ日本法人社長、ファーストキッチン社長
- 赤星鉄馬 - 泰昌銀行頭取
- 太田順司 - 東芝監査委員長、日本監査役協会会長
- 川崎肇 - 川崎信託社長、ゴルファー
- 串田万蔵 - 三菱銀行会長
- 奥田健太郎 - 野村ホールディングス代表執行役社長兼グループCEO
- 小林陽太郎 - 富士ゼロックス相談役最高顧問、国際大学理事長
- 増渕稔 - 日本証券金融株式会社社長
- 神田昌典 - 経営コンサルタント
- 岡俊子 - 経営コンサルタント、アビームM&Aコンサルティング社長
- 古森剛 - マーサー・ヒューマン・リソース・コンサルティング極東地域代表兼日本法人社長
- 富山泰庸（大蛇が村にやってきた） - お笑い芸人・事業家
- 藤井保紀 - 日本欧州銀行社長、熊谷組専務
- 井上誠一郎 - ユーシーカード社長、日本クレジットカード協会会長
- 内海州史 - キューエンタテインメント設立者・元CEO、元ワーナーミュージックジャパン社長
- 藤田和弘 - アビームコンサルティング執行役員、プリンシパル、公認会計士
- 夏野剛 - 慶應義塾大学特別招聘教授、株式会社ドワンゴ代表取締役社長
- 三毛兼承 - 三菱UFJ銀行代表取締役頭取、三菱UFJフィナンシャル・グループ取締役代表執行役社長グループCEO
- 岩崎久弥 - 三菱財閥3代目総帥
- 吉村元久 - ヨシムラ・フード・ホールディングス創業者・CEO
- 本田桂子 - 経営コンサルタント、多数国間投資保証機関長官CEO、コロンビア大学客員教授
- 山本礼二郎 - インテグラル創設者・代表取締役パートナー、スカイマーク取締役会長
- 加藤清也 - 三縁証券株式会社取締役CIO